# Charles-Tristan de Montholon
Charles-Tristan de Montholon (21. července 1783 v Paříži – 24. srpna 1853 tamtéž) byl generálním adjutantem císaře Napoleona Bonaparta.

## Životopis
De Montholon pocházel ze staré právnické rodiny. Byl synem Mathieu de Montholon (1753-1788) a jeho manželky Angélique-Aimée rozené de Rostaing (1756-1842). Po smrti otce si ho i se sourozenci adoptoval druhý manžel jeho matky, Charles-Louis Huguet de Sémonville (1759–1839). V roce 1809 byl Charles-Tristan de Montholon svým nevlastním otcem povýšen na hraběte ze Sémonville.
Montholon se vyznamenal jako praporčík na palubě lodi Juno v eskadře admirála Laurenta Trugueta během expedice na Sardinii v roce 1792, v roce 1798 se připojil k jezdeckému pluku, bojoval v Itálii, Německu a Polsku a v roce 1807 byl povýšen na plukovníka.
V roce 1809 byl jmenován komorníkem, měl přístup do bezprostřední blízkosti císaře a po vykonání několika diplomatických misí byl v roce 1811 vyslán jako zplnomocněný ministr ke dvoru velkovévody Ferdinanda z Würzburgu.
V roce 1814 se Montholon stal brigádním generálem, byl generálním adjutantem Napoleona během Sta dnů, následoval ho do exilu na ostrov Svatá Helena a zůstal tam až do Napoleonovy smrti v roce 1821. V exilu byl Montholon spolu s Bertrandem jedním z Napoleonových nejbližších důvěrníků a také jedním ze dvou vykonavatelů Napoleonovy závěti. Montholon se také zúčastnil Napoleonovy pitvy 6. května a jeho pohřbu 9. května 1821 na ostrově Svatá Helena, mimo jiné jako nosič rakve.
Montholon se vrátil do Evropy se zbytkem Napoleonova doprovodu na palubě HMS Camel a 2. srpna 1821 přistál ve Spitheadu v severovýchodní části ostrova Wight. Spolu s Antommarchim, Bertrandem a jeho rodinou se nejprve vydal do Londýna, kam dorazili večer 5. srpna a ubytovali se v hotelu Brunets na Leicester Square.
Poté, co se Montholon a Bertrand vrátili do Paříže, se ve své roli vykonavatelů závěti pokusili vykoupit části Napoleonova majetku. V roce 1815 uložil Napoleon do pařížské banky Laffitte téměř 6 milionů franků. V dopise ze dne 25. dubna 1821 zmocnil Montholona k vyzvednutí této částky. Banka však odmítla peníze Montholonovi a Bertrandovi vyplatit s odůvodněním, že právní titul, na který se odvolávají, je dostatečně neopravňuje k tomu, aby jim předala částky, které měla v úschově. Výsledkem byl soudní spor mezi těmito dvěma proti bance Laffitte. Hlavní líčení bylo naplánováno na 9. února 1822 a mělo se konat v prvním stupni před prvním senátem pařížského soudu. Bylo to však ex offo odloženo o 14 dní. Během samotného soudního procesu banka Laffitte zopakovala svůj argument, že Napoleonův plný dopis není právně platným dokumentem a že navíc ani zůstavitel (Napoleon), ani dědic (Monholon) nemohou ve Francii s ničím nakládat ani cokoli dědit vzhledem je královským dekretům ze 6. března 1815 a 12. listopadu 1816. V lednu 1816 byli oba prohlášeni za občansky mrtvé. Nebylo učiněno žádné rozhodnutí a pokračování soudního jednání bylo odročeno. Nakonec bylo mezi Montholonem a Bertrandem a bankou dosaženo mimosoudní dohody. Kromě tohoto procesu Montholon a Bertrand nadále plnili Bonapartovu poslední vůli, což znamenalo, že měli pravidelný kontakt s ostatními, např. s rakouskou vládou (v podobě pařížského velvyslance barona Karla von Vincenta), vévodou z Leuchtenbergu nebo jejich bývalou císařovnou Marií Luisou, nyní vévodkyní z Parmy. Montholon také publikoval spolu s generálem Gourgaudem paměti Mémoires pour servir à l'histoire de France sous Napoleon, écrits à Ste-Hélène sous la dictée de l'empereur.
Montholon se 6. srpna 1840 zúčastnil druhého pokusu Ludvíka Napoleona o převrat v Boulogne, který selhal, a byl zatčen a odsouzen k 20 letům vězení. Směl sdílet vězení s Ludvíkem Napoleonem v obci Ham. Propuštěn byl za únorové revoluce v roce 1848. Department Charente ho v roce 1849 zvolil do zákonodárného sboru.
Montholon zemřel 24. srpna 1853 a byl pohřben v hrobce rodiny de Montholon-Sémonville v Bouray-sur-Juine.
V roce 1808 se Montholon setkal s Albine, rozenou de Vassal (1779–1848), která byla v té době stále podruhé vdaná, a která opustila svého manžela, aby žila s Montholonem. K sňatku došlo až po rozvodu v roce 1812. Z tohoto svazku vzešli dva synové a dvě dcery:
- Napoleon Charles Tristan de Montholon-Sémonville (1810–1831)
- Charles François Frédéric de Montholon-Sémonville (1814–1886)
- Napoléone Marie Hélène Charlotte de Montholon-Sémonville (1816–1907)
- Marie-Caroline Julie Elisabeth Joséphine Napoléone de Montholon-Sémonville (1818–1819)